# Callia tomentosa
Callia tomentosa är en skalbaggsart som beskrevs av Maria Helena M. Galileo och Martins 2002. Callia tomentosa ingår i släktet Callia och familjen långhorningar. Inga underarter finns listade.